# КамАЗ-4326

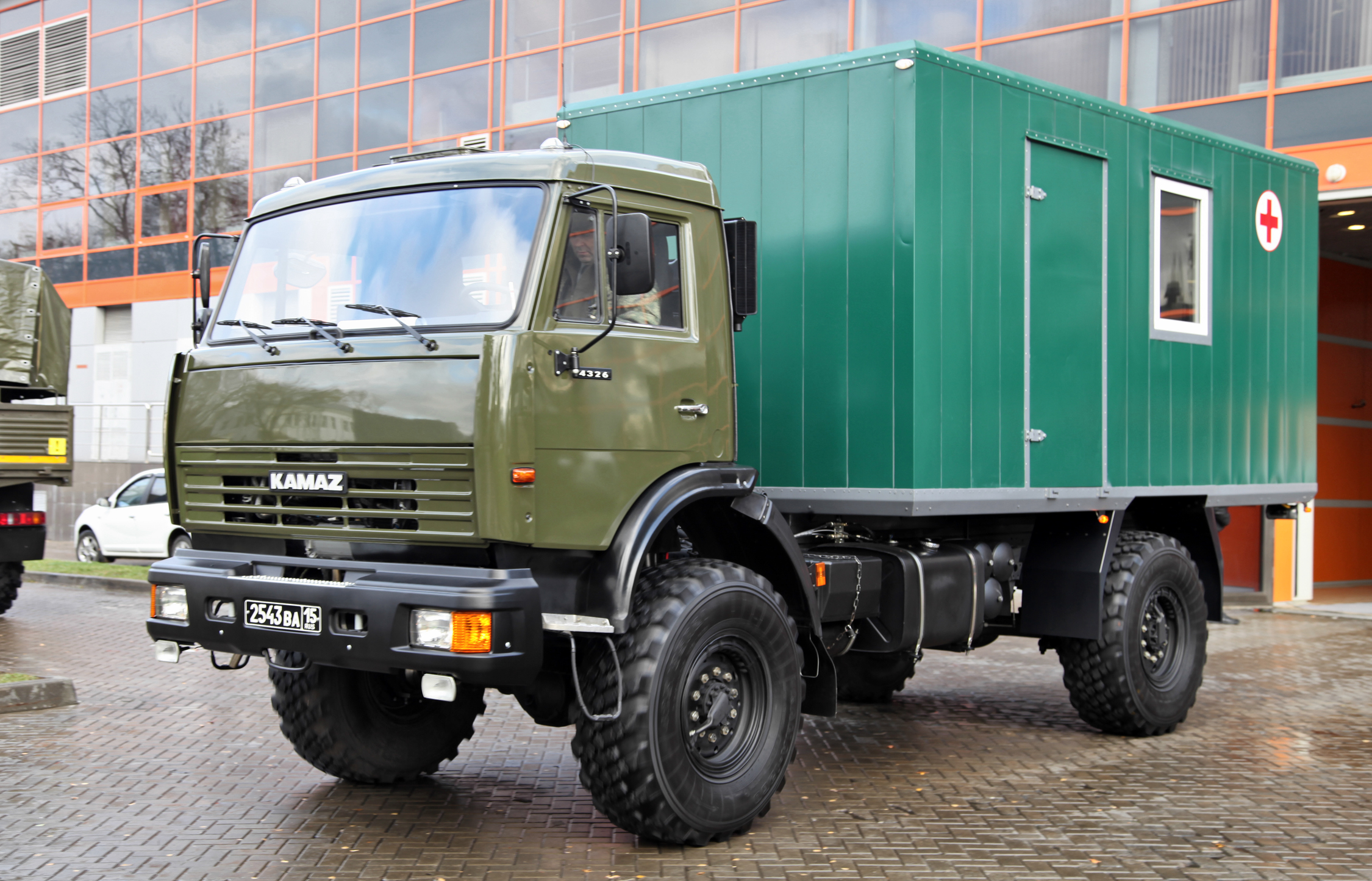
КамАЗ-4326

КамАЗ-4326 — російський автомобіль військового призначення з колісною формулою 4х4 виробництва Камського автомобільного заводу.
Автомобіль комплектується ГУР, лебідкою, дизелем КАМАЗ-740.11-240 потужністю 240 к.с., 5-ст. МКПП, покращене шасі, вантажопідйомністю 4 т. Виготовляється з 1995 року.

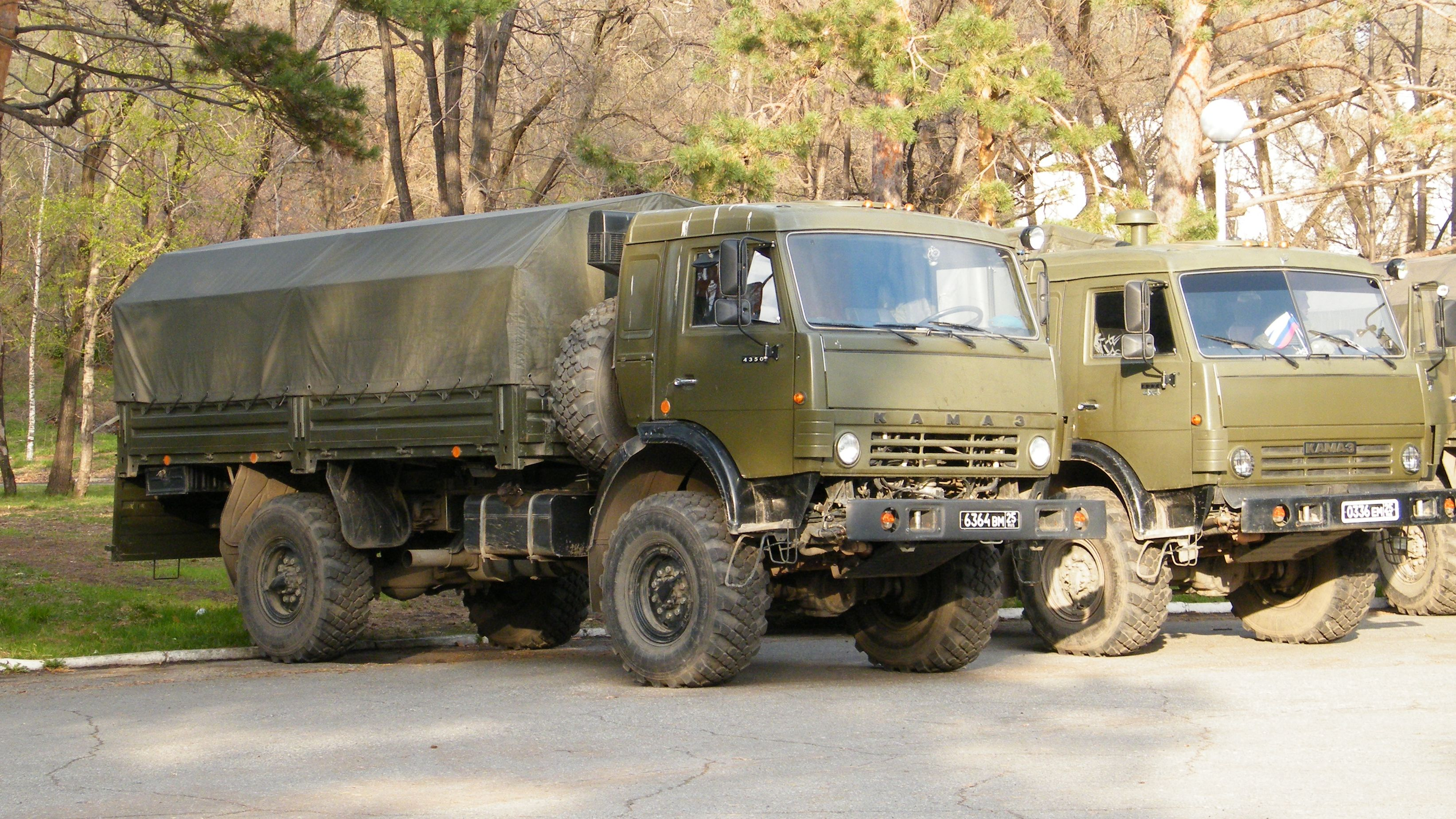
КамАЗ-4350 і КамАЗ-4326

Від автомобіля КамАЗ-4350 відрізняється тільки двигуном і наявністю повітрозабірника над кабіною водія. На фото: КамАЗ-4350 (на передньому плані) і КамАЗ-4326 (на задньому плані).
З 2003 року представлена вкорочена версія КамАЗ-43261 вантажопідйомністю 2,7 т.

## Машини на основі

### КамАЗ-43269 «Постріл»

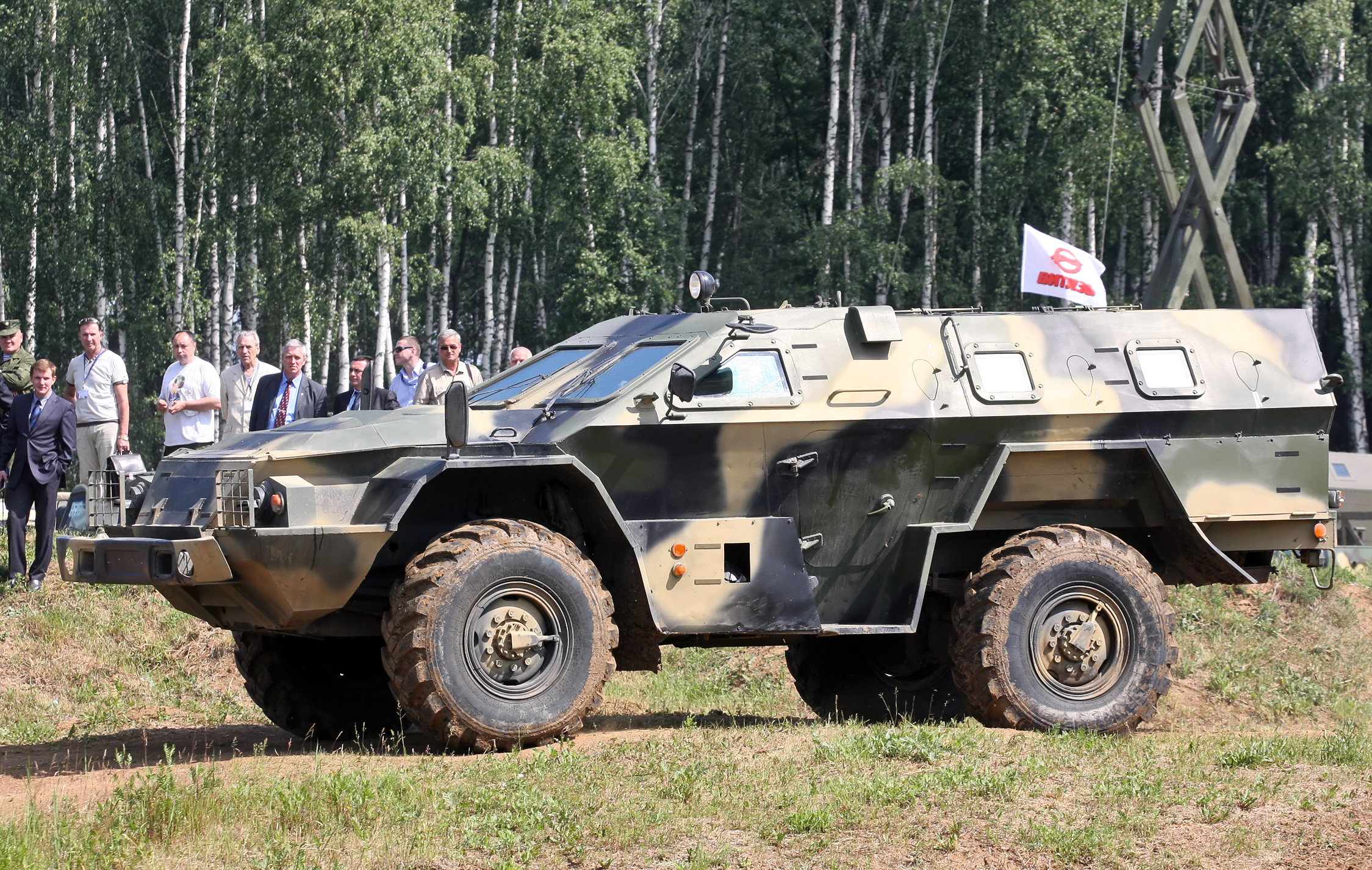

На агрегатній базі КамАЗ-4326 «Мустанг» створений спеціальний броньований автомобіль КамАЗ-43269 «Постріл».